# Calzada de Amador
La Calzada de Amador es una vía que conecta la parte continental de la Ciudad de Panamá con tres islas del océano Pacífico, las cuales forman un pequeño archipiélago. Las islas que conforman dicho archipiélago son Naos, Perico, y Flamenco.  La vía comienza en una zona cercana a la entrada sur del Canal de Panamá, en áreas del corregimiento de Ancón. Dichas islas fueron unidas con rocas extraídas de los trabajos de excavación en el  corte culebra en el canal de Panamá

## Historia
Esta calzada fue construida en 1913, por el gobierno de Estados Unidos con rocas excavadas del Corte Culebra, durante la construcción del Canal de Panamá. El sitio formaba originalmente parte de un conjunto militar estadounidense conocido como Fuerte Amador, establecido para proteger la entrada al canal. El lugar fue transformado en una floreciente atracción turística, después de que estas áreas fueron revertidas en virtud de los Tratados Torrijos-Carter. Algunos vestigios de las instalaciones militares todavía pueden observarse en dichas islas.

## Sitios de interés
Actualmente, es uno de los sitios más populares de la ciudad, cuenta con numerosas instalaciones recreativas, como restaurantes, bares, discotecas y un centro de convenciones, así como una acera pavimentada, ampliamente usada para caminar, trotar o montar bicicleta. Goza de excelentes vistas panorámicas hacia la entrada del Canal de Panamá y el Puente de las Américas, así como hacia la ciudad y la bahía de Panamá. En las islas Naos y Culebra, están ubicadas varias instalaciones del Instituto Smithsonian de Investigaciones Tropicales (STRI), incluyendo el Centro de Exhibiciones Marinas de Punta Culebra, auspiciado por dicha institución. Cerca de su entrada se encuentra el Museo de la Biodiversidad, diseñado por el arquitecto canadiense Frank Gehry.

## Imágenes

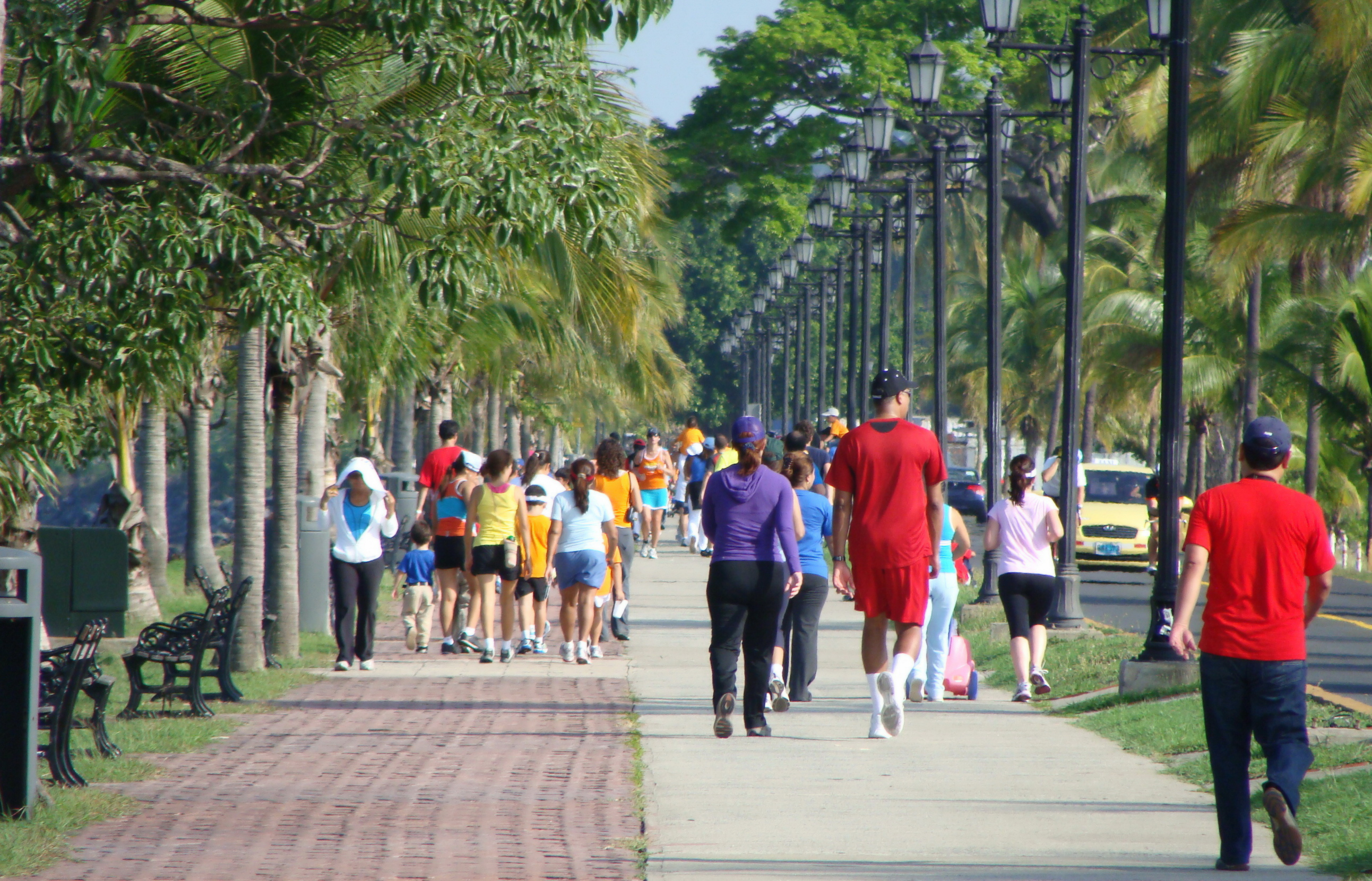
Paseo peatonal.
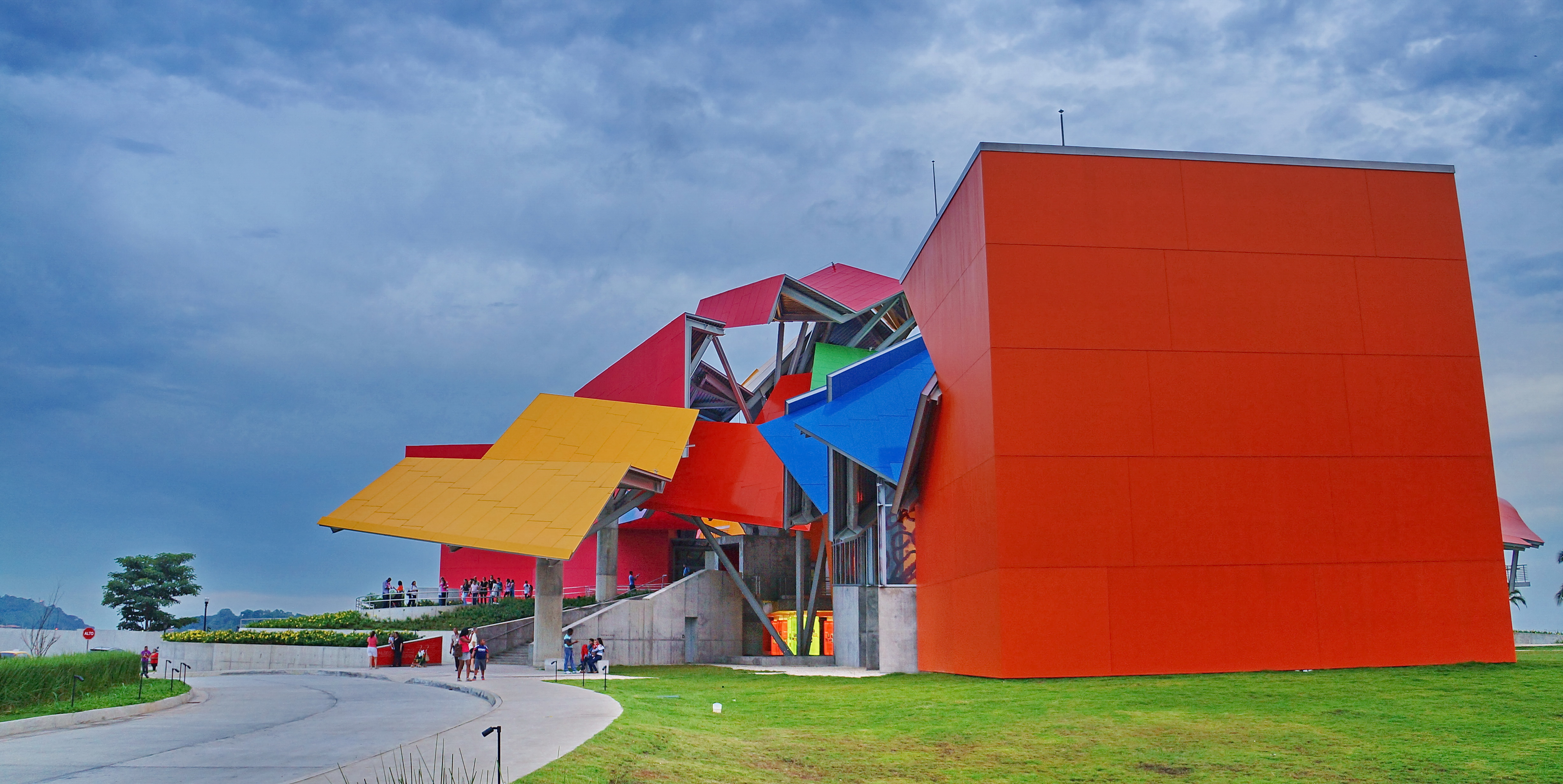
Biomuseo.
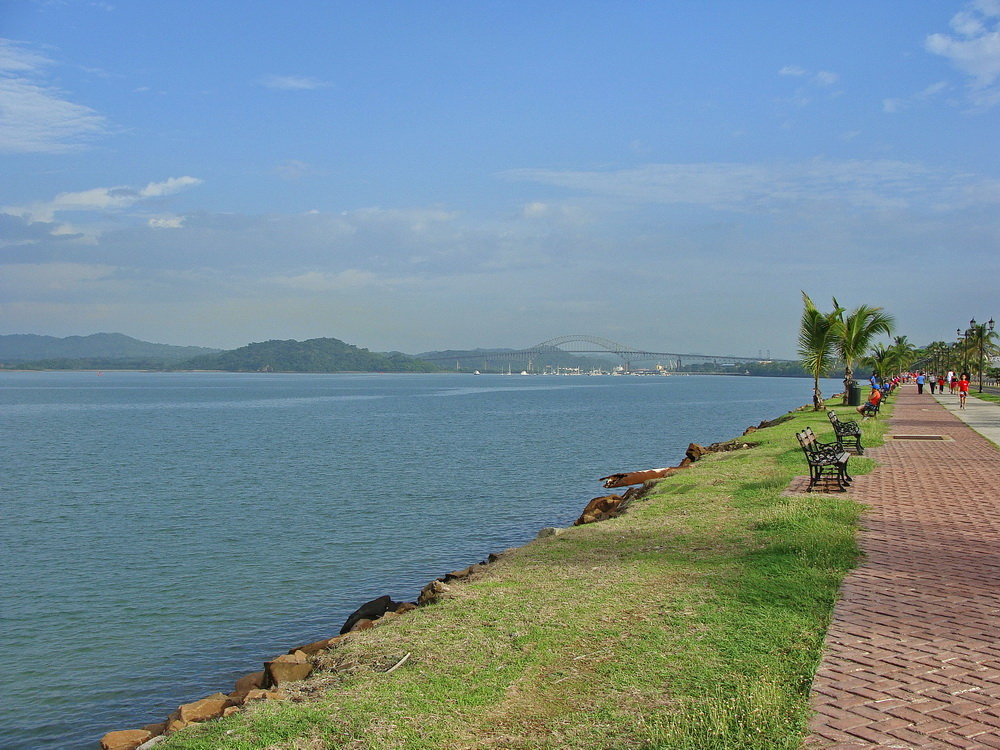
Causeway viendo hacia el Puente de las Américas.
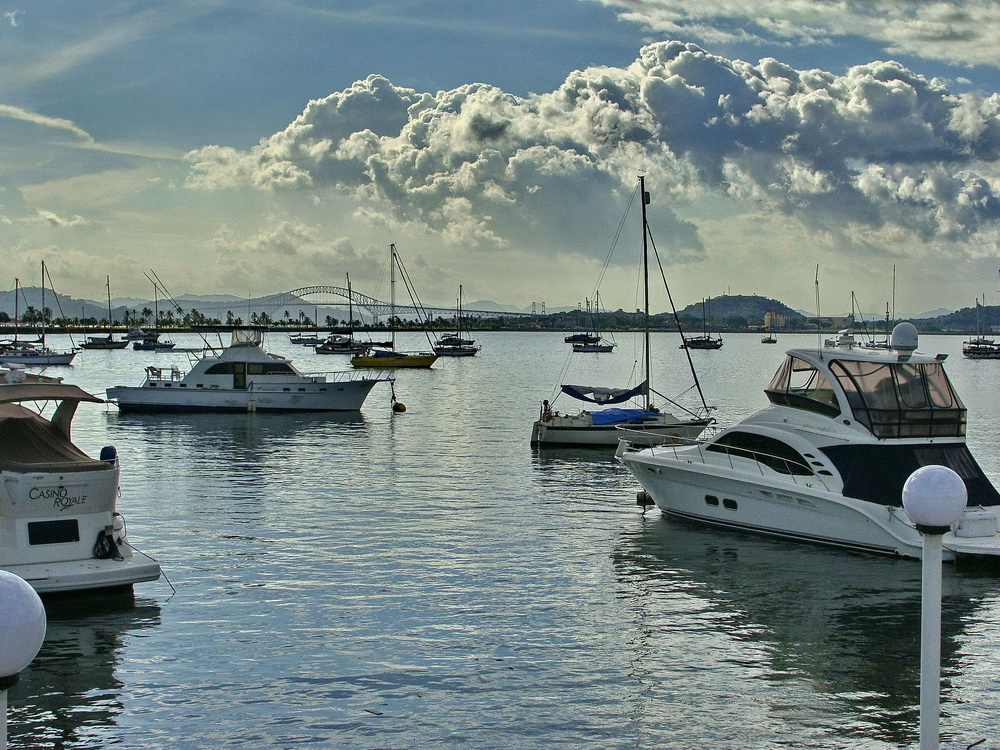
Botes en la calzada de Amador.
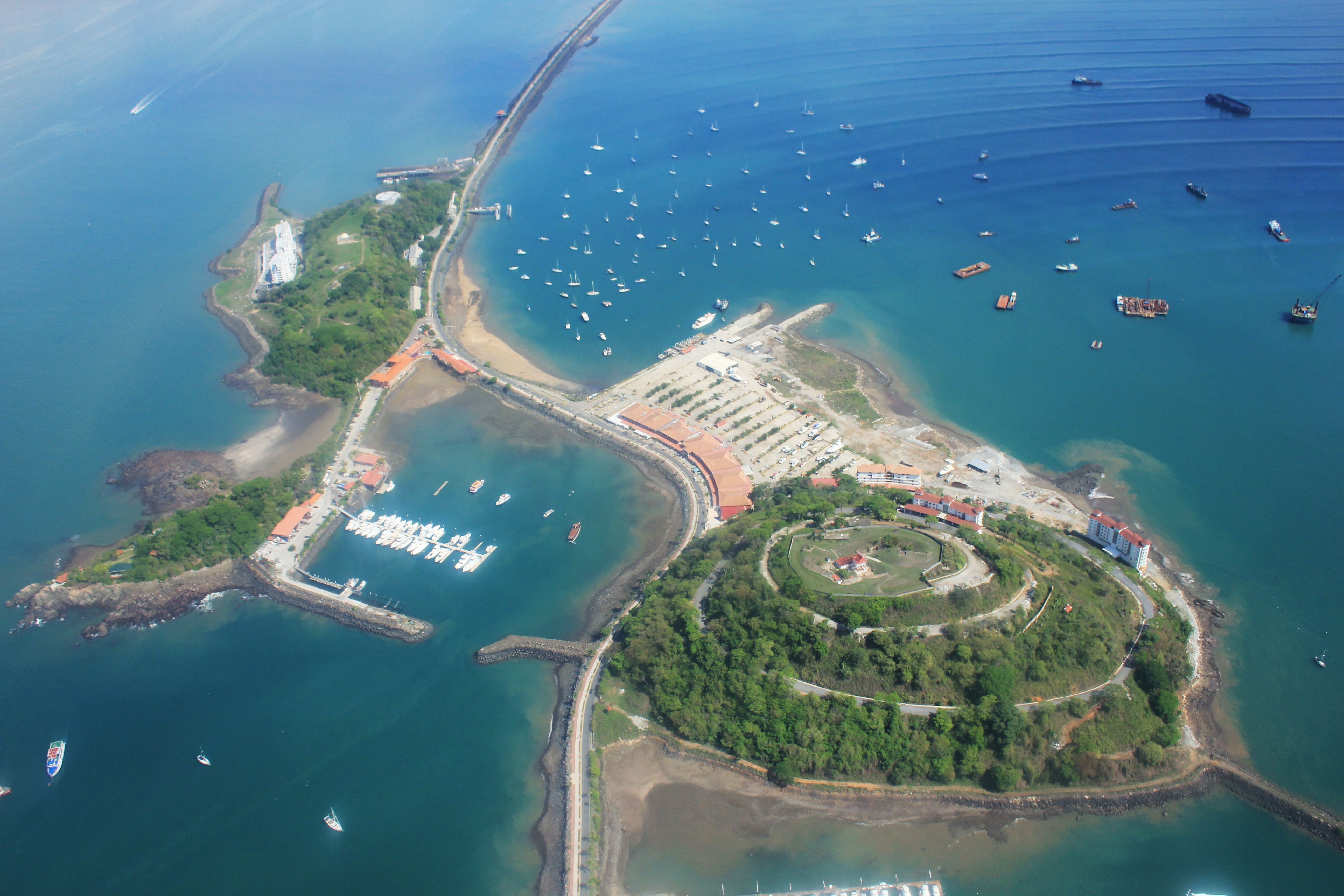
Isla Naos e Isla Perico.
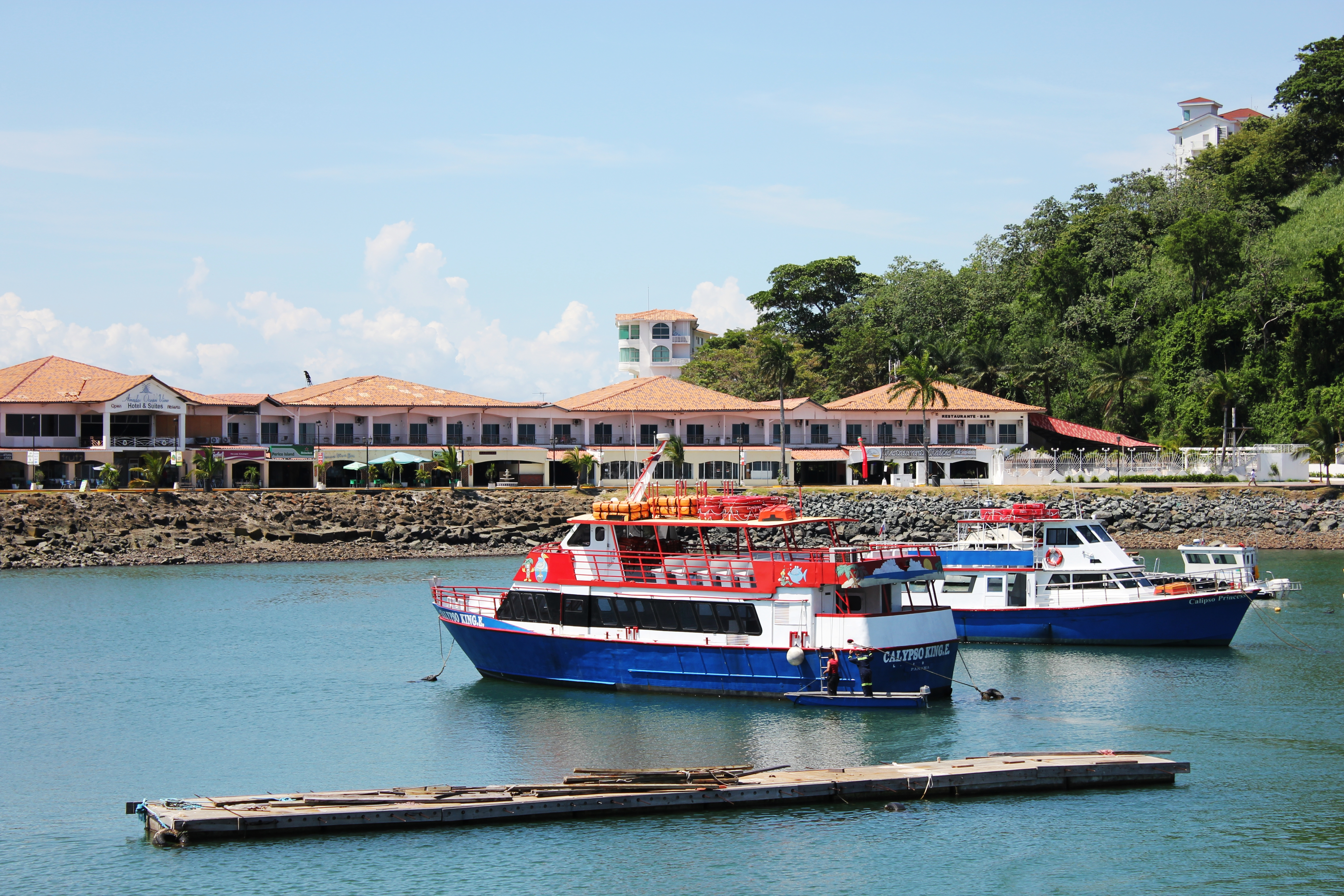
Isla Perico.
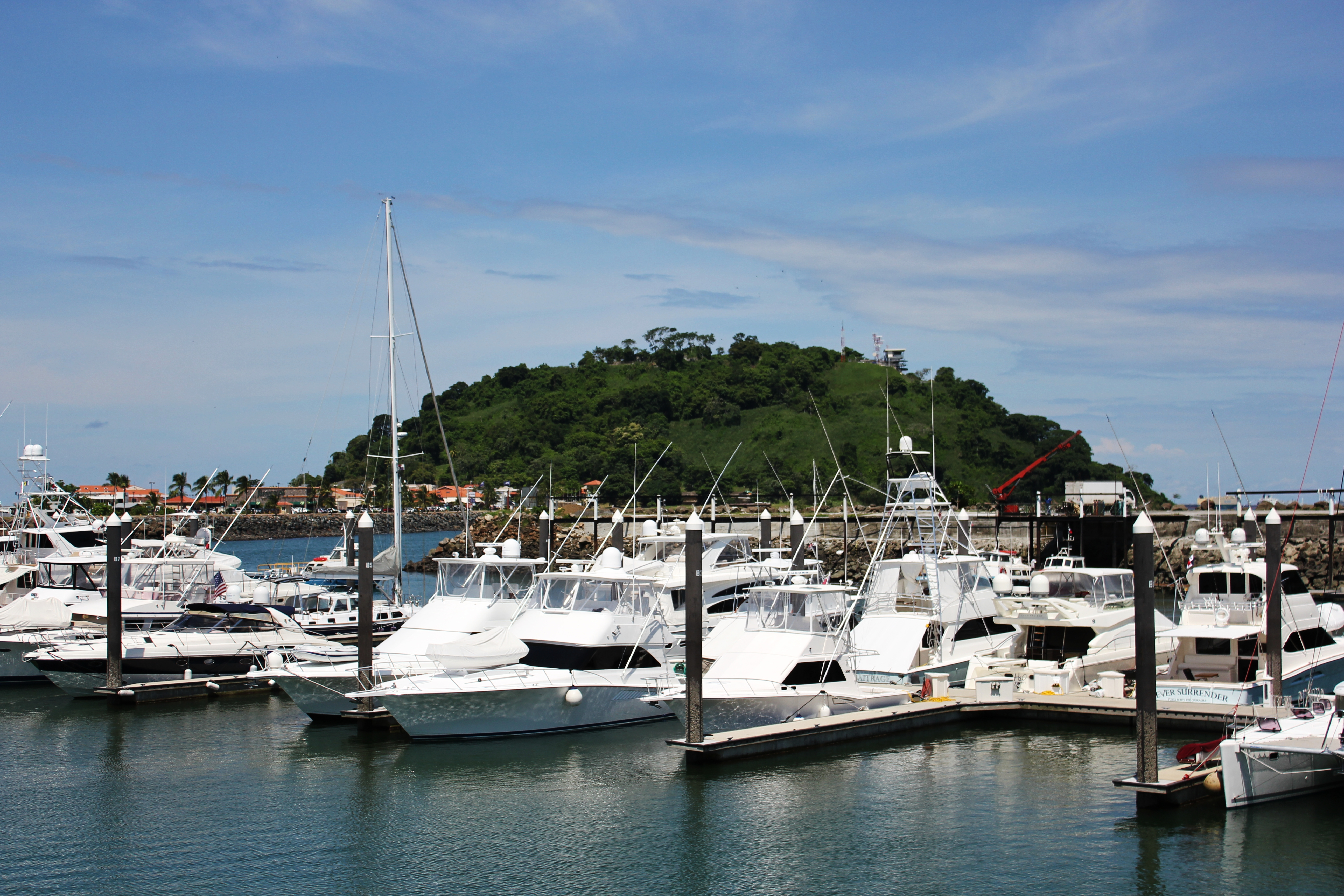
Isla Perico.
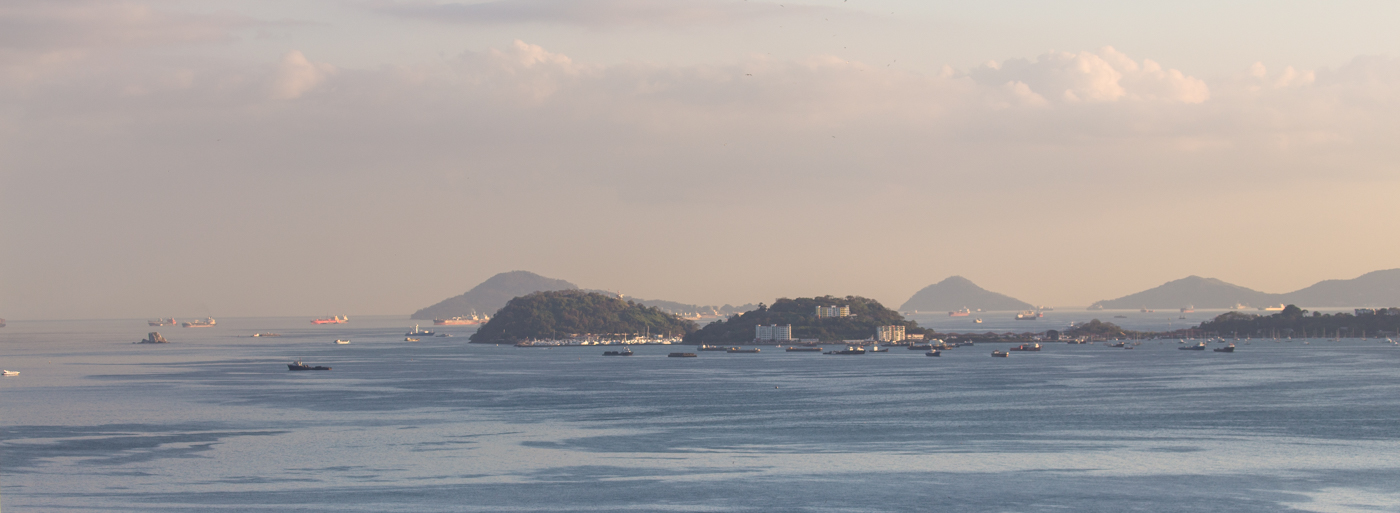
Islas de la Calzada de Amador.
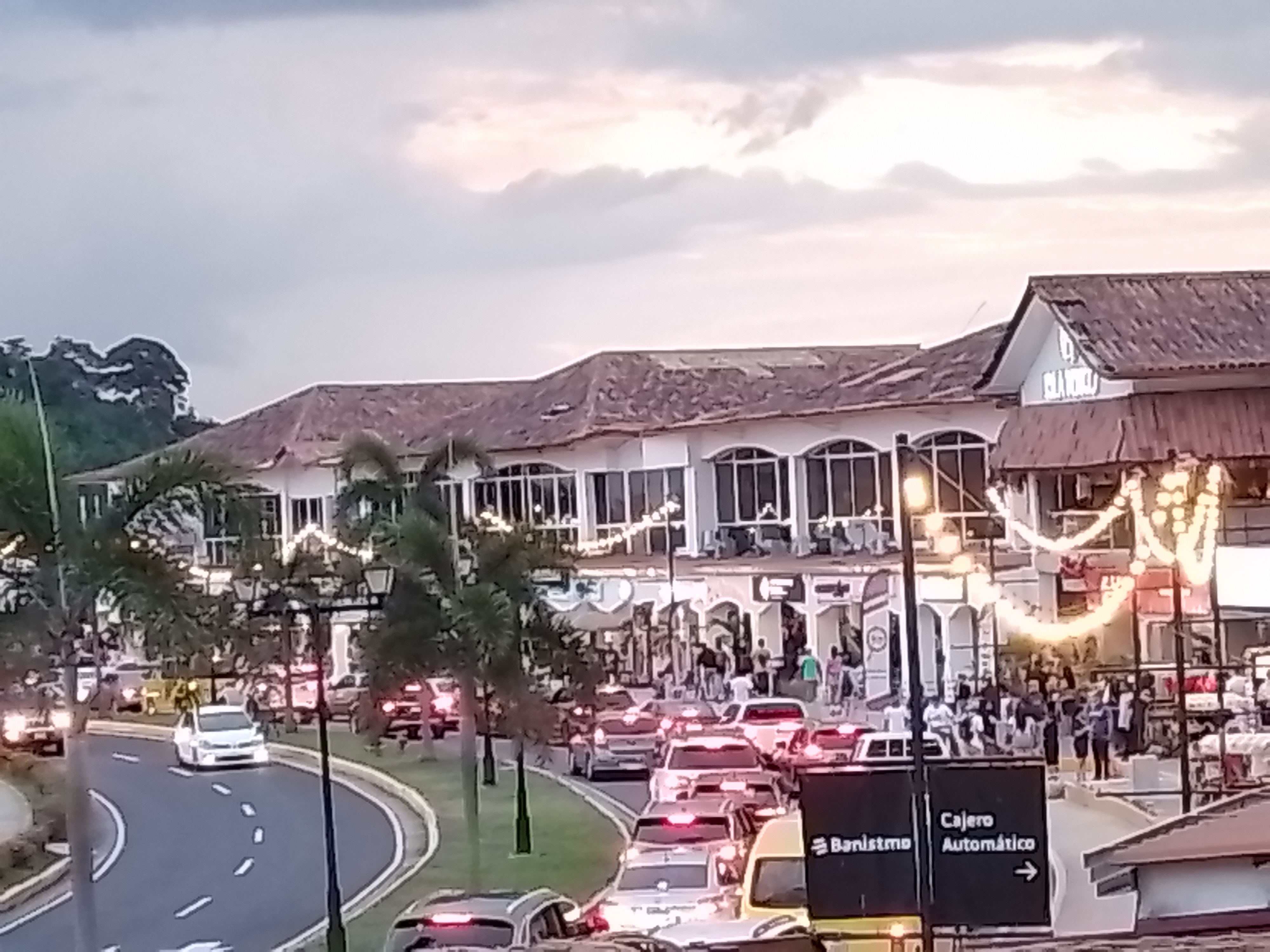
Isla Perico.